# 鳥羽街道駅
鳥羽街道駅（とばかいどうえき）は、京都府京都市東山区福稲下高松町にある、京阪電気鉄道京阪本線の駅。駅番号はKH35。

## 概要
駅周辺には東福寺（駅名となっている東福寺駅からよりも当駅の方が近い）などの観光地があるものの、現在の京阪本線では最も乗降客数の少ない駅となっている。
鳥羽・伏見の戦いで有名な鳥羽街道（旧千本通）は当駅から約2.6kmも西にある。にもかかわらずこのような駅名が付けられたのは、開業前の1904年に当駅付近（厳密には鴨川を超えた西側から。当駅までの区間は後に延長）から当時京阪間の主要道であった鳥羽街道までの間を結ぶ新道（現在の十条通）が通じており、鳥羽街道への最寄り駅として命名されたためである。
京阪本線の墨染駅 - 塩小路駅（廃駅）間は伏見街道（本町通）に沿って敷設されており、当駅から十条通を約80m東へ進むと伏見街道に突き当たる。

## 歴史
- 1910年（明治43年）4月15日：京阪本線開業と同時に設置。
- 1943年（昭和18年）10月1日：会社合併により京阪神急行電鉄（阪急電鉄）の駅となる。
- 1945年（昭和20年）9月15日：輸送混乱防止のため休止[3]。
- 1946年（昭和21年）5月11日：営業再開[3]。
- 1949年（昭和24年）12月1日：会社分離により京阪電気鉄道の駅となる。
- 1968年（昭和43年）7月21日：構内地下道使用開始、構内踏切を廃止[3]。
- 1969年（昭和44年）8月10日：列車接近自動放送装置を新設、使用開始[4]。
- 2012年（平成24年）9月24日：ホーム異常通報装置を設置運用開始[5]。
- 2016年（平成28年）3月19日：ダイヤ改正で日中の普通電車の運用が無くなり、準急のみ停車する時間帯が生まれた。
- 2022年（令和4年）
  - 3月末：京都行ホームへ車いす用スロープと多目的トイレの設置[6]。
  - 6月30日：大阪行ホームへ車いす用スロープと専用改札口設置[7]。

## 駅構造
相対式2面2線のホームを持つ地上駅。駅舎は出町柳方面行ホーム淀屋橋寄りに設けられており、淀屋橋方面行ホームへは地下道で連絡している。大阪方面ホームの東側にはJR奈良線が並行して通っているが、当駅付近にJRの駅はない。

### のりば
| 番線 | 路線      | 方向 | 行先                 |
| ---- | --------- | ---- | -------------------- |
| 1    | ■京阪本線 | 上り | 三条・出町柳方面     |
| 2    | ■京阪本線 | 下り | 淀屋橋・中之島線方面 |

付記事項
- 両ホームとも有効長は7両。
- 京阪線の駅（宇治線・交野線を含む）で唯一スロープ・エレベーター・多目的トイレなどのバリアフリーの設備の無い駅[9]であったが、2022年に車椅子用のスロープが設置された。なお無人駅であるため、車椅子の乗り降りにあたっては中書島駅の係員が対応する。
- 2024年２月現在、自動券売機が撤去されている。出典・京都新聞2024年2月18日朝刊20面「切符を買う風景なくなる？」

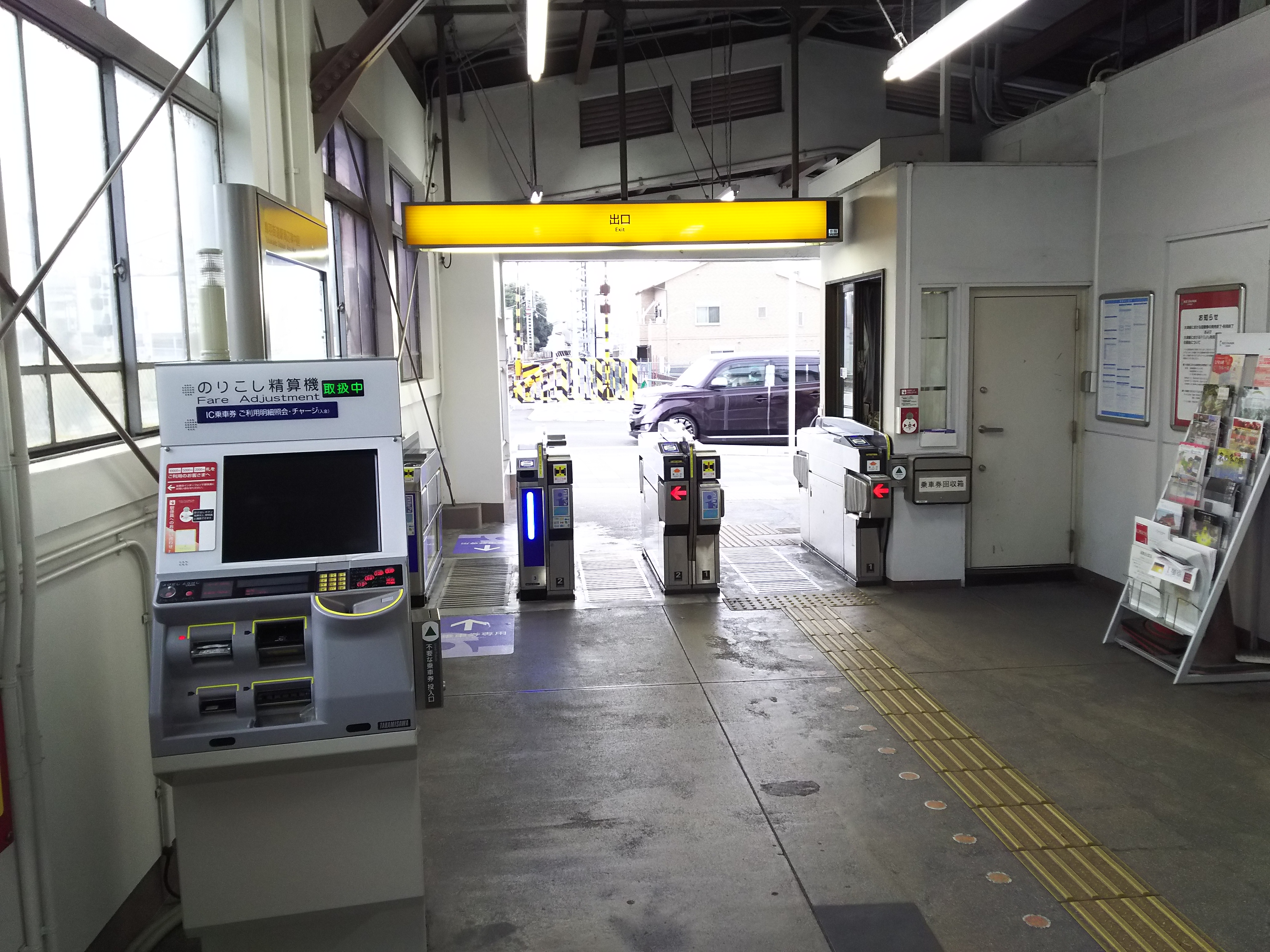
改札口（2017年1月）
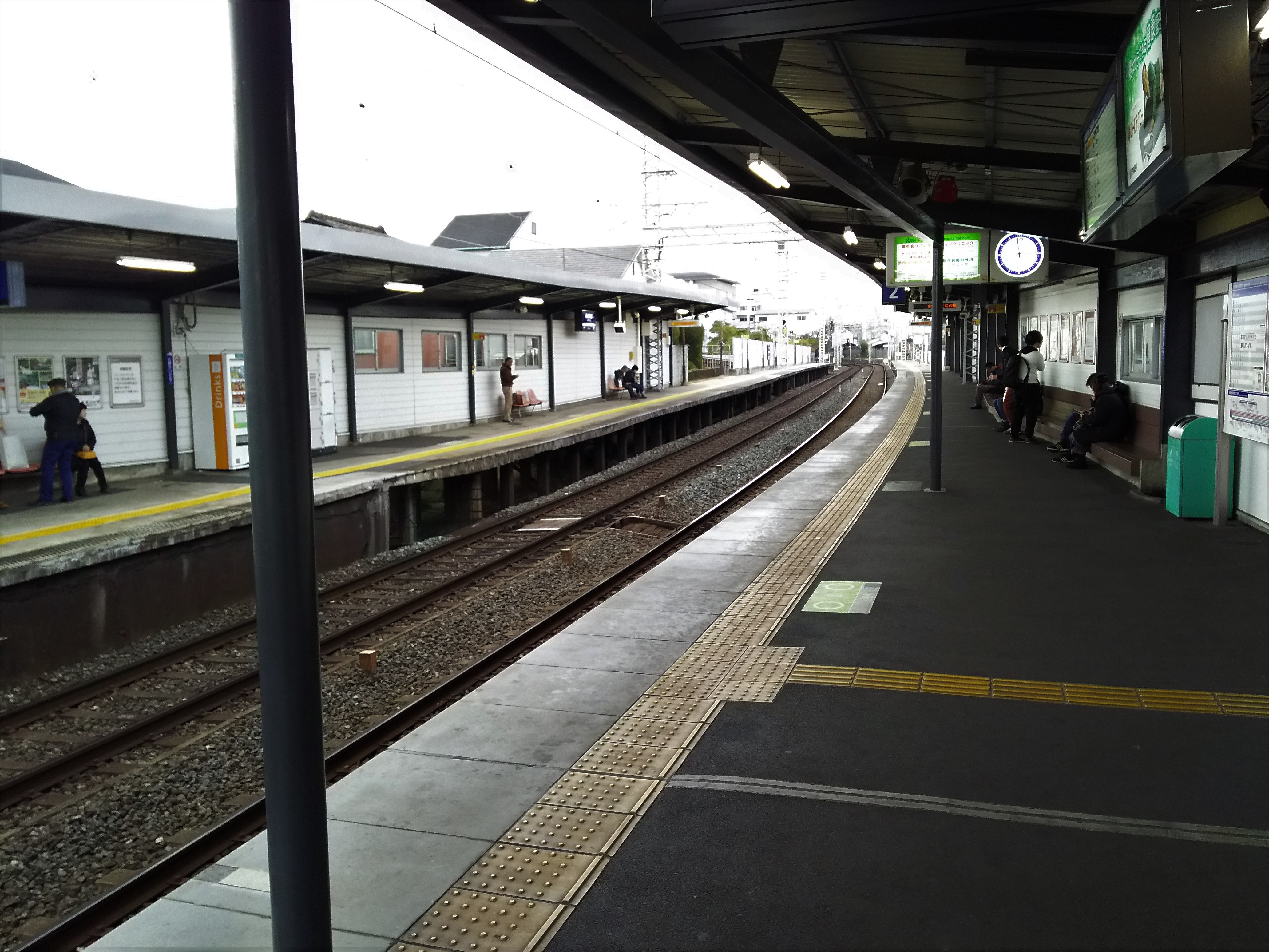
ホーム（2017年1月）
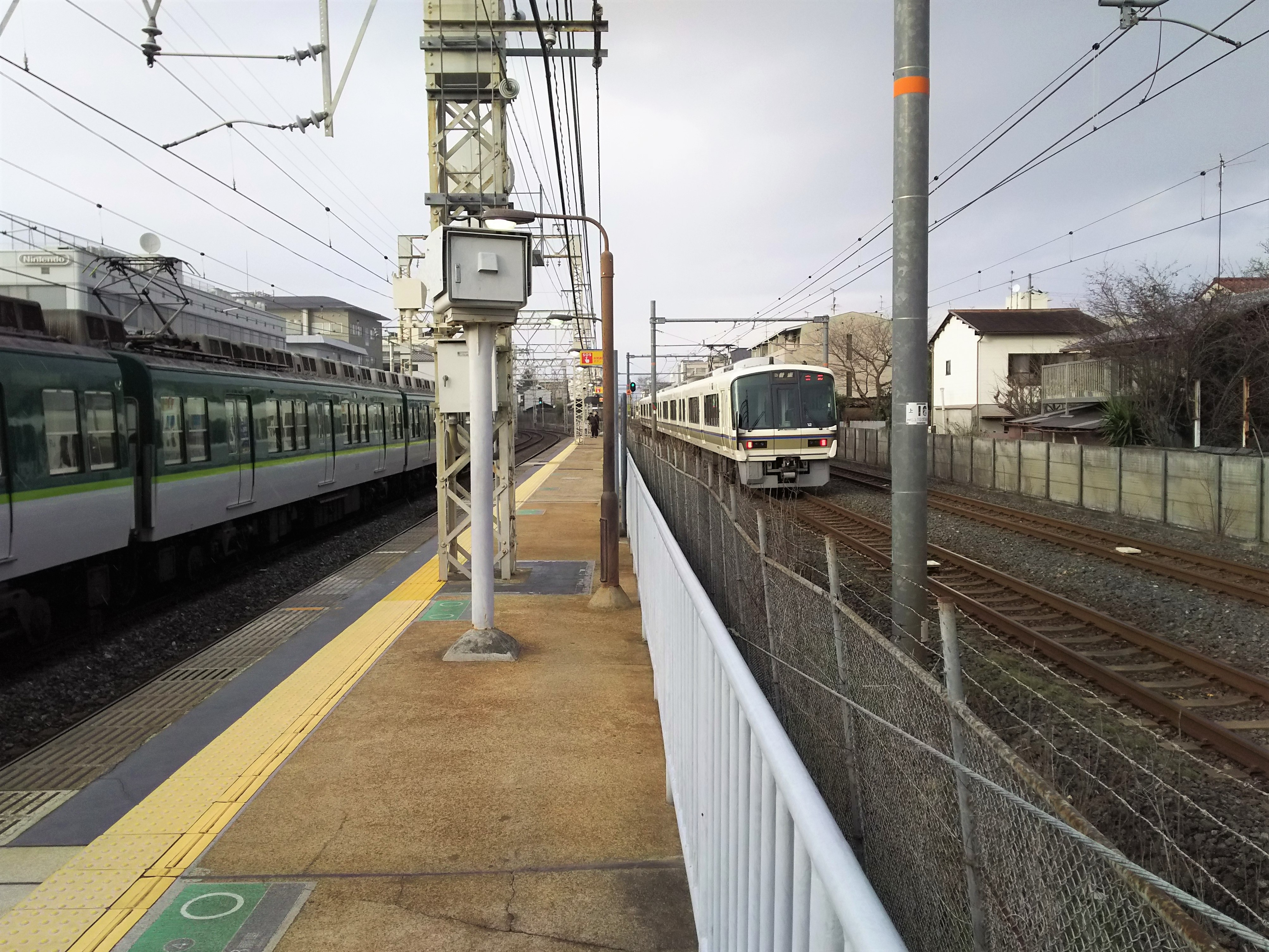
東側をJR奈良線が通る（2017年1月）
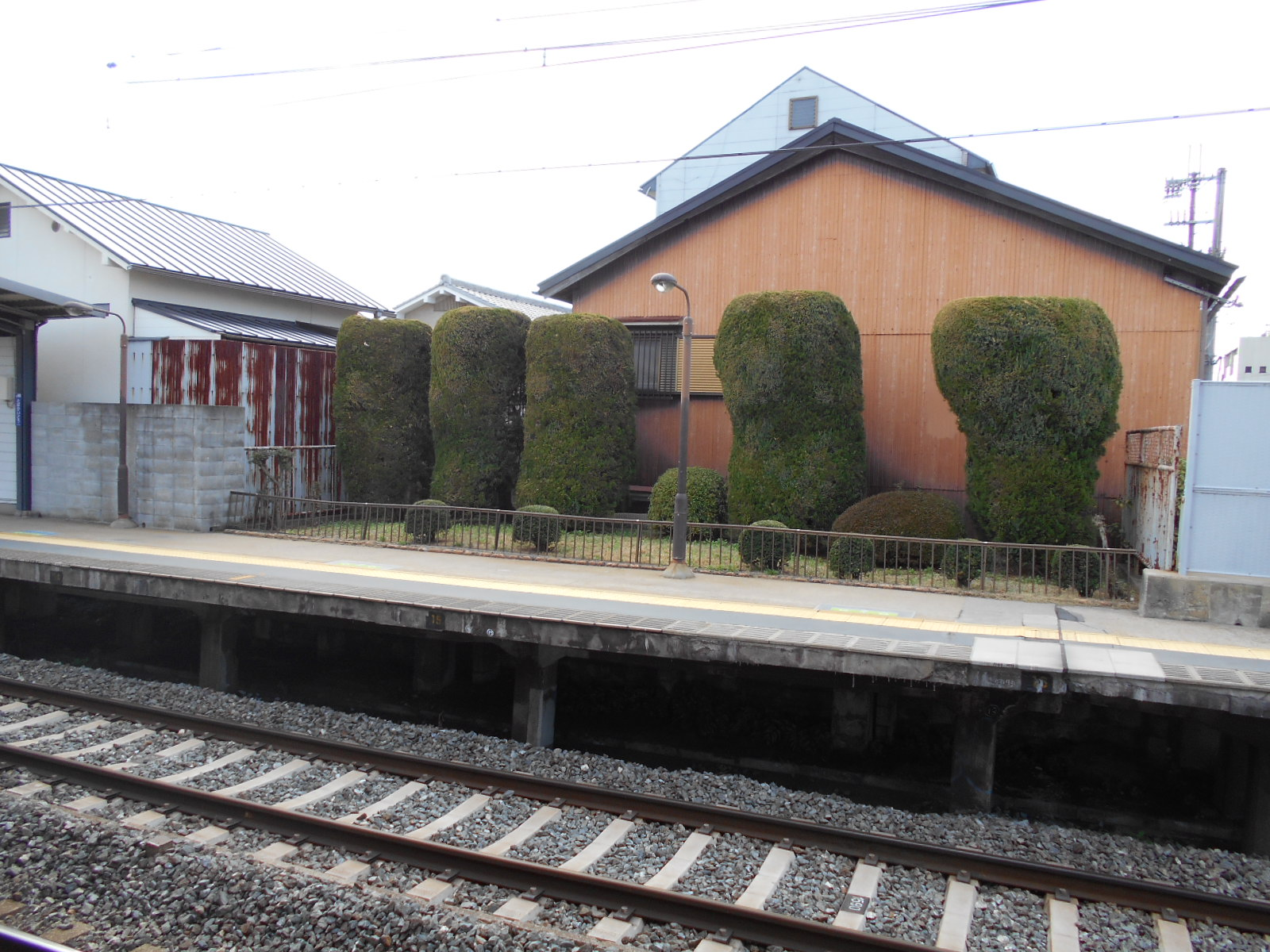
上りホームにあるミニ庭園（2018年3月）

## 利用状況
近年の1日あたり利用客数の推移は下記の通り。
| 年度   | 乗降人員 | 乗車人員 |
| ------ | -------- | -------- |
| 2007年 | 3,400    | 1,579    |
| 2008年 | 3,697    | 1,841    |
| 2009年 | 3,655    | 1,789    |
| 2010年 | 3,449    | 1,707    |
| 2011年 | 3,630    | 1,809    |
| 2012年 | 3,839    | 1,923    |
| 2013年 | 3,567    | 1,866    |
| 2014年 | 3,381    | 1,778    |
| 2015年 | 3,691    | 1,929    |
| 2016年 | 3,274    | 1,690    |
| 2017年 | 3,156    | 1,600    |
| 2018年 | 3,268    | 1,690    |
| 2019年 | 3,104    | 1,612    |
| 2020年 | 2,181    | 1,093    |
| 2021年 | 2,225    | 1,132    |
| 2022年 | 2,658    | 1,337    |

京阪線系統では私市駅、なにわ橋駅に次いで3番目に少なく、京阪本線内の駅では最も利用者が少ない（大津線を含めた京阪全体では京津線の大谷駅が最少）。

## 駅周辺
- 任天堂京都リサーチセンター（旧本社）
- 稲荷山病院
- 京都鳥羽道郵便局
- 新十条通（旧阪神高速8号京都線） 鴨川東出入口・稲荷山トンネル（駅南側の直下にトンネルが通っている。）
- 東福寺[13]
  - 光明院(虹の苔寺)[13]
  - 芬陀院(雪舟寺)[13]
- 九條陵(仲恭天皇陵)[13]
- 月輪南陵[13]

### バスのりば
京阪鳥羽街道駅には、バス路線は乗り入れていない。
- 最寄バス停：京都市バス・京阪バス（十条相深町停留所）

十条相深町
バス停は駅前ではなく、駅から西へ徒歩5分の師団街道沿いにある。
- 京都市バス
  - 南5号系統：稲荷経由 竹田駅東口・横大路車庫前行/京都駅行
- 京阪バス
  - 301・303・305号経路：大石神社経由 醍醐寺行/京都橘大学行/合場川行

## その他
- 東海道新幹線建設計画案の1つとして、敢えて京都駅を経由せずに当駅付近を通過するものが有力視されていたが、京都市などの地元自治体や地元財界などの猛反対を受けて、現在の京都駅を経由するルートに変更された（鉄道と政治の項を参照）。

## 隣の駅
京阪電気鉄道
京阪本線
■快速特急「洛楽」・□ライナー・■特急・■通勤快急・■快速急行・■急行
通過
■通勤準急（平日朝下りのみ運転）・■準急・■普通
伏見稲荷駅 (KH34) - 鳥羽街道駅 (KH35) - 東福寺駅 (KH36)
- 括弧内は駅番号を示す。